# Sovićka vrata
Sovićka vrata su planinski prijevoj u Bosni i Hercegovini.
Nalazi se zapadno od Jablanice na području Parka prirode Blidinje. Sovićka su vrata jedan od ulaza u Blidinje odnosno u Dugo polje. Preko prijevoja vodi magistralna cesta M 17.5 (ranije regionalna cesta R 419) između Jablanice i Posušja koja je u potpunosti asfaltirana 2019. godine.
Sa zapadne strane prijevoja se nalazi Risovac, a s istočne su Sovići.